# Eosentomon westraliense
Eosentomon westraliense är en urinsektsart som beskrevs av Womersley 1932. Eosentomon westraliense ingår i släktet Eosentomon och familjen trakétrevfotingar. Inga underarter finns listade i Catalogue of Life.